# Quinchamalium peruvianum
Quinchamalium peruvianum là một loài thực vật có hoa trong họ Schoepfiaceae. Loài này được J. St.-Hil. miêu tả khoa học đầu tiên năm 1805.